# COOL&CREATE
COOL&CREATE（クール・アンド・クリエイト）は、ビートまりおが主宰する同人音楽ユニットである。現在の基本的な正式メンバーは基本的にはビートまりお、あまねの2名のみである。また、オリジナル楽曲については、myu314も数多く制作している。

## 略歴
1998年頃、ビートまりおが「COOL&CREATE」というウェブサイトを立ち上げ、その後、音楽ゲーム『beatmania』に影響され音楽活動を開始。当初はビートまりおのソロプロジェクトだったが、2003年頃に女性ヴォーカルの「あまね」が加入することになる。ライブ活動も行っており、主に新木場CLUB COASTやCLUB CITTA'川崎の規模の大きなライブハウスがメインである。また、他のサークルとの交流が深く、様々な形で共演・ゲスト曲収録などを果たしている。
当初はビートまりおは作曲・編曲をメインに活動していたが、2004年頃からボーカリストとしての活動を本格化。その後はほぼヴォーカルに特化し、音作りを行うことは少ない。
2007年11月4日、"drizzly train"収録の「レザマリでもつらくないっ！」がJOYSOUNDよりカラオケ配信。これを皮切りとして、JOYSOUNDでは同人による東方Projectのアレンジ曲が多数カラオケ配信されており、IOSYSなどと共にその先駆者として活躍している。その後も同人サークルでありながら多くの曲が配信され、様々な東方Projectアレンジ曲がJOYSOUNDより配信されるに至っている。また、COOL&CREATE自身の曲（東方Projectアレンジ･オリジナル）も、多数配信されている。
2009年8月22日に行われた『Animelo Summer Live 2009 RE:BRIDGE』に、ビートまりおが「COOL&CREATE」として参加した。2009年9月・10月に主要都市4ヶ所でライブツアーを実施。その後も、2013年の『ニコニコ超パーティー II』、2014年の『ニコニコ超パーティーIII』、2016年の『EXIT TUNES DANCE PARTY 2016-SOUND VOLTEX FLOOR ANTHEM ＆ beatnation summit-』などにも出演している。
ビートまりおとあまねが、2016年5月5日に入籍したことを発表。披露宴でもあり、ライブでもあるイベント『COOL&CREATE LIVE PARTY WEDDING 披露宴あまねりお』が、2016年11月22日にCLUB CITTA'川崎で開催。司会は会一太郎が担当し、東方Projectの原作者であるZUNや複数の東方の同人サークルなども参加した。2020年2月4日にあまねが長男を出産した。
2020年7月19日にビートまりおがVTuberデビュー。デザインは伊東ライフが担当した。なお、2Dモデルの見た目は妻のあまねに似ているという。2021年7月27日にチャンネル登録者10万人を達成した。
2021年7月16日にアンノウンXによるスマートフォン用ゲームアプリ「東方ダンマクカグラ」のYouTube配信イベント「東方ダンマク祭　ダンカグ特報SP」にて、ビートまりおがMCを担当。以後のダンマク祭でもMCを担当している。

## メンバー
ビートまりお（1981年5月5日 - ）
作詞、作曲、編曲、ヴォーカルを担当。青森県弘前市出身。岩手県立大学ソフトウェア情報学部ソフトウェア情報学科中退。
あまね（1979年9月24日 - ）
作詞、ヴォーカルを担当。青森県青森市出身。CDジャケットではコスプレ姿を披露している。2016年に主宰のビートまりおと結婚、現在は育休中。

### ライブメンバー
COOL&CREATEがライブ活動を行う際のバンドメンバー。2008年以降はこのメンバーで固定されている。
ジュクチョー
ギター担当。同人サークル「アドレナ義塾」主宰。
イノ
ベース担当。以前は「石鹸屋」で活動していた。
まこっちゃん
ドラム担当。
狐夢想
キーボード担当。同人サークル「狐夢想屋」主宰。
ムー
ベース担当。同人サークル｢リストカットガール｣所属。ニコ動名義では（あふる）
まろん
　　DJ担当。同人サークル「IOSYS」所属。

### 元ライブメンバー
ぺーすけ
元ベース担当。かつては「ペサマ」名義で活動していた。

## ディスコグラフィ
| 発売日         | タイトル                                                  | 備考 |
| -------------- | --------------------------------------------------------- | --- |
| 2001年12月30日 | Beat鍵                                                    | KeyのアレンジCD。CD-R盤。 |
| 2002年5月12日  | 駄目DISK                                                  | |
| 2002年8月11日  | ATLACH=NIGHT!![前夜祭]                                    | アリスソフトのアレンジCD。 |
| 2002年12月30日 | RAGNA-BEAT                                                | コミックマーケット63にて頒布。 |
| 2003年8月17日  | RAGNA-BEAT2                                               | コミックマーケット64にて頒布。『ラグナロクオンライン』のアレンジCD。プレス盤。 |
| 2003年12月30日 | STG×STG                                                   | 『スペースインベーダー』、『ゼビウス』、『グラディウス』、『斑鳩』などのシューティングゲームのアレンジCD。 この作品で初めて東方Projectを取り上げることとなり、COOL&CREATEの後の方向性を決定付けることとなる。 同作にてあまねが初参加。 |
| 2004年7月8日   | 7                                                         | 2ちゃんねるのニュース速報(VIP)板黎明期に建てられたスレッド「暇だからテーマソングでも作ろうか」から生まれた楽曲。 当時から「歌っているのはビートまりおではないか？」と噂をされていたが、後に本人がニコニコ生放送で正式に認めた。 |
| 2004年12月30日 | 東方ストライク                                            | 初の東方オンリーCD。一部楽曲（最終鬼畜妹フランドール・S）にCAVEシューティングの要素あり。 |
| 2005年5月4日   | 東方ホムーラン                                            | 100円で頒布された限定CD。プレス盤。「東方ホームラン」ではない。 |
| 2005年8月14日  | 体験版COOL&CREATE                                         | 「Beat鍵」から「東方ストライク」の収録曲をフルヴァージョンで収録した入門向けベストアルバム。 MP3フォーマット。また、東方ホムーラン等からも数曲収録されている。 |
| 2006年5月21日  | drizzly train                                             | 博麗神社例大祭3にて頒布。 |
| 2006年12月31日 | ケイブラブ                                                | CAVEシューティングのアレンジCD |
| 2007年5月20日  | COOL&CREATE東方ライブコレクション "Flowering ERINNNNNN!!" | ライヴ音源2曲＋スタジオ音源5曲のヴォーカルCD。 |
| 2007年12月31日 | スーパーあまねりお                                        | コミックマーケット73にて頒布。 |
| 2008年5月25日  | スーパーシャッターガール                                  | 博麗神社例大祭5にて頒布。 |
| 2008年8月16日  | 僕らのおちんぽ。                                          | 2008年夏のコミックマーケット74で頒布された限定CD-R盤。 COOL&CREATE初のオリジナルCDである。 後に委託販売を希望する声が多かったため、プレス盤での委託再発売が同年10月に行われた。 |
| 2008年12月29日 | 石鹸屋＆COOL＆CREATE＆LIVE＆DOJO＆あまねりお              | コミックマーケット75にて頒布。2008年10月16日に川崎のCLUB CITTA'で行われた、同名ライブのDVD。 石鹸屋のブースでも頒布された。 |
| 2009年2月15日  | ぎりぎり☆あまねりお                                       | COOL&CREATE2枚目のオリジナルCD。 公式サイト曰く、「COOL&CREATE初の（ちゃんとした）オリジナルCD」。 同日に行われたライブイベント「ぎりぎり☆ばれんたinライブあまねりお」で頒布。 |
| 2009年3月8日   | R!T!S!                                                    | 博麗神社例大祭6にて100円で頒布された限定CD。 |
| 2009年8月15日  | 東方サマーフタリ                                          | コミックマーケット76にて頒布された東方アレンジCD。 新曲は全てあまね＋ビートまりおのデュエット。 石鹸屋やイオシスなど、COOL&CREATEと親交の深いサークルがゲスト参加している。 |
| 2009年9月13日  | からふるすまいる                                          | 「いろんな笑顔」がコンセプトのオリジナルCD。あまねが作曲にも初めて参加した。 ライブイベント「COOL&CREATE LIVE PARTY 2009 ウルトラあまねりお」で頒布。 |
| 2009年12月30日 | ミラクルあまねりお                                        | ドキュメンタリー＆ライブダイジェストDVD。コミックマーケット77にて頒布。 |
| 2010年03月14日 | drizzly again                                             | 「drizzly train」の再構築CD。博麗神社例大祭7にて頒布。 |
| 2010年8月16日  | 僕らのおちんぽ。〜純情派〜                                | コミックマーケット78にて頒布。COOL&CREATE3枚目のオリジナルCD。 公式サイトでは「ちゃんとしてない方のオリジナルCD第2弾」。 |
| 2010年8月31日  | ハローハイパースター                                      | COOL&CREATE4枚目のオリジナルCD。公式サイトでは「ちゃんとしたオリジナルCD第3弾!」。 ライブイベント「ハイパー×ハイパーあまねりお」にて初頒布。 |
| 2010年12月30日 | ハイパー×ハイパーあまねりお                               | 2010年10月8日にSHIBUYA-AXで行われたライブのDVD。コミックマーケット79にて頒布。 |
| 2011年5月8日   | AKG4888                                                   | 博麗神社例大祭8にて100円で頒布された限定CD。 |
| 2011年8月13日  | COOL&CREATE オフィシャルバンドスコア＋CD                  | COOL&CREATE オフィシャルバンドスコア。それぞれのパートが練習できるCD-EXTRA付き。 コミックマーケット80にて頒布。 |
| 2011年12月30日 | スペシャル俺たち!!!!                                      | コミックマーケット81にて頒布。 |
| 2012年8月11日  | 林檎華憐歌                                                | コミックマーケット82にて頒布。 このCDは『スペシャル俺たち!!!!』収録の曲「林檎華憐歌」のアレンジ中心で、青森市内のローソン、書店でも買うことができる。 |
| 2012年12月30日 | 東方インストライク                                        | コミックマーケット83にて頒布。東方ストライクに収録された曲に加えて新アレンジを収録。 また、ニコニコ動画などで反響を呼んだ「ナイト・オブ・ナイツ」も収録されている。 |
| 2013年10月13日 | 東方人 -TOHO BEAT-                                        | 東方紅楼夢9にて頒布。 |
| 2013年12月30日 | とうほう☆あまねりお                                       | コミックマーケット85にて頒布。 |
| 2013年12月30日 | 艦隊乙女                                                  | コミックマーケット85にて頒布。COOL&CREATE初となる艦隊これくしょんのアレンジCD｡ |
| 2014年5月14日  | 幻想ピープル - GENSOH PEOPLE                              | 博麗神社例大祭11にて頒布。 |
| 2014年8月17日  | ラララライブドリーマー                                    | コミックマーケット86にて頒布。会場特典として「林檎華憐歌・小林幸子さん＆母」が付いてきた。 |
| 2014年9月23日  | あまねもね                                                | ショップ、各イベントで頒布され、初のあまねオンリーのCD｡ |
| 2014年11月24日 | レータイレータイ                                          | 博麗神社秋季例大祭1にて頒布。 |
| 2014年12月30日 | 駄目DISK2                                                 | コミックマーケット87にて頒布。 |
| 2015年5月10日  | レータイレータイ弐                                        | 博麗神社例大祭12にて頒布。 |
| 2015年08月16日 | くーくり博麗フェスティバル                                | コミックマーケット88にて頒布。豪華出演者によるお祭り東方フェスCD。 更に、5884組(小林幸子のサークル)と合同会計ということで、両サークルの新作を購入した方への特典としてビートまりおの曲として知られる「Help me, ERINNNNNN!!」の小林幸子バージョン（くーくり博麗お祭りえーりん！）も頒布された。                                                       |
| 2015年8月16日  | アークス×アークス                                         | コミックマーケット88にて頒布。PHANTASY STAR ONLINE 2のアレンジCD。 |
| 2015年10月18日 | 幻想アポロ21号                                            | 博麗神社秋季例大祭2にて頒布。 |
| 2015年12月30日 | 紺珠伝説SPECIAL                                           | コミックマーケット89にて頒布。 |
| 2015年12月30日 | あまねりお                                                | コミックマーケット89にて頒布。 |
| 2015年12月30日 | スプラビート！                                            | コミックマーケット89にて頒布。スプラトゥーンのアレンジCD。 |
| 2016年5月8日   | レータイレータイ参                                        | 博麗神社例大祭13にて頒布。 |
| 2016年8月13日  | ブライダルあまねりお                                      | コミックマーケット90にて頒布。 |
| 2016年10月9日  | レータイレータイ西                                        | 東方紅楼夢12にて頒布。 |
| 2016年10月16日 | レータイレータイ東                                        | 博麗神社秋季例大祭3にて頒布。 |
| 2016年12月29日 | トウホウラブ                                              | コミックマーケット91にて頒布。 |
| 2017年5月7日   | ビートまりおとARMと東方と！                               | 博麗神社例大祭14にて頒布。 |
| 2017年8月11日  | 東方インストバッカー                                      | コミックマーケット92にて頒布。 |
| 2017年12月29日 | アゲアゲスパーク!                                         | コミックマーケット93にて頒布。 |
| 2018年5月6日   | オールナイト・オブ・ナイツ                                | 博麗神社例大祭15にて頒布。 |
| 2018年8月10日  | とうほう☆あまねりお+ぷらす                                | コミックマーケット94にて頒布。 |
| 2018年12月30日 | Help me, ERINNNNNN!!LOVE( ﾟ∀ﾟ)o彡゜                       | コミックマーケット95にて頒布。 |
| 2019年4月28日  | 平成最後の僕らのおちんぽ。                                | M3-2019春にて頒布。3日後の5月1日に青山RizMにて令和最初の僕らのお×んぽライブ開催。 |
| 2019年5月5日   | 諏訪大信仰                                                | 博麗神社例大祭16にて頒布。 |
| 2019年08月12日 | 東方インストラッシュ                                      | コミックマーケット96にて頒布。「東方インストライク」に続くビートまりお東方インストベスト。 |
| 2019年12月31日 | あまね東方ボーカルあつめました”Thank you BEST”            | コミックマーケット97にて頒布。 頒布当時、産休前のCOOL&CREATEのボーカル・あまねのゲスト参加曲も含めた、2枚組・全30曲の東方ベストアルバム。 |
| 2019年12月31日 | オールナイト・オブ・ナイツ ルナティック                   | コミックマーケット97にて頒布。全曲「ナイト・オブ・ナイツ」アレンジ・リミックスCD第二弾。 音楽ゲームに多数楽曲提供をしている作曲者を中心にアレンジされている。 |
| 2020年6月26日  | ＃幻想郷ホロイズム                                        | 宝鐘マリンを始めとする、VTuber事務所「ホロライブ」所属のVTuber数名とのコラボCD｡楽曲のほか、宝鐘マリンが幻想郷に転送してしまう内容のボイスドラマが収録。 ダウンロード版が2020年6月26日、通常版は2020年7月10日に販売開始。 「＃幻想郷ホロイズム【宝鐘マリン秘蔵の極上お宝BOX限定版」では、通常版の他にタペストリーなどの様々なグッズが付属。          |
| 2021年8月14日  | 東方オトハナビ                                            | ビートまりお主催の二次創作企画、「東方アレンジ活性化大作戦」の一環として制作された東方音楽サークルによる40曲CD4枚の大型コンピレーションアルバム。 東方原作者のZUNが主宰するサークル「上海アリス幻樂団」も参加した。超お祭り限定版では、通常版より豪華な収納ケース、漫画やコンピ参加者による東方原作談義などを収録したオトハナビ特製お祭り本が付属。 |
| 2021年10月24日 | ウサテイ20XX                                              | 第八回博麗神社秋季例大祭にて頒布。 300枚の会場限定手焼きCD(後に数量限定でBOOTHや他イベントでも頒布)。 ニコニコ動画に最初に上げられたものからスマホゲーム『東方ダンマクカグラ』に収録された最新版まで、歴代の様々な派生作品7曲と、CD限定版1曲を収録。                                                                                                |
| 2022年5月8日   | インターネットサバイバー                                  | 第19回博麗神社例大祭にて頒布。 缶バッジやアクリルスタンド、下記の同時頒布された新譜などを含んだ「例大祭新作よくばり全部セット」も発売した（後に数量限定でBOOTHや他イベントでも頒布）。 |
| 2022年5月8日   | 東方ボーカル！ビートまりおが歌ってみた！                  | 第19回博麗神社例大祭にて頒布。東方ボーカルの有名サークルの人気曲をビートまりおが歌うCD。 |

### 参加作品・楽曲提供
| 発売日         | タイトル | 収録曲                                         | 備考                            |
| -------------- | --- | ---------------------------------------------- | ------------------------------- |
| 2009年5月20日  | EXIT TUNES PRESENTS STARDOM                                                                                   | ぎりぎり☆ばれんたいん / ビートまりお           |                                 |
| 2009年12月23日 | TVアニメーション うみねこのなく頃に イメージアルバム ROKKENJIMA in LOVE                                       | OPPA in LOVE!! / ビートまりお                  |                                 |
| 2011年6月15日  | ゴム『Version ゴム DX』                                                                                       | 入魂セントレーション / ゴム×ビートまりお×baker | 作詞:ゴム・ビートまりお         |
| 2012年1月25日  | 空想活劇・参                                                                                                  | SPEED-HERO-RUN / あまね+ビートまりお×GODTAIL   |                                 |
| 2012年6月27日  | 恋戦隊LOVE & PEACE THE P.S.P. ～パワー全開!スペシャル要素てんこもりでポータブル化大作戦である!～ CD side LOVE | Let's GO!! ハートレンジャー / ビートまりお     |                                 |
| 2012年9月19日  | 大室櫻子(加藤英美里)『ゆるゆり♪♪みゅ〜じっく07 きらいっぱい×すきいっぱい』                                    | きらいっぱい×すきいっぱい                      | 作詞・作曲:ビートまりお         |
| 2013年7月31日  | 七森中☆ごらく部『マジカル大☆大☆大冒険!』                                                                      | ゴゴゴゴごらく部                               | 作詞・作曲:ビートまりお         |
| 2013年8月28日  | まらしぃ『空想メモライズ』                                                                                    | カラフル88 feat.初音ミク                       | 作詞・編曲:ビートまりお         |
| 2014年2月26日  | イオシスjkガールズ『すているめいと!』                                                                         | スーパーすごたんクエスト                       | 作詞:ビートまりお               |
| 2017年4月12日  | REFLEC BEAT 悠久のリフレシア+REFLEC BEAT VOLZZA ORIGINAL SOUNDTRACK                                           | リフレクラジカル / ビートまりお                |                                 |
| 2018年10月10日 | pop'n music うさぎと猫と少年の夢 Original Soundtrack                                                          | アキネイション / ビートまりお                  |                                 |
| 2020年1月22日  | 上坂すみれ『NEO PROPAGANDA』                                                                                  | ウエサカダイナミック                           | 作詞・作曲:ビートまりお         |
| 2023年10月30日 | 兎田ぺこら『最強女神†ウーサペコラ』                                                                           | 最強女神†ウーサペコラ                          | 作詞・作曲:ビートまりおとまろん |

## オムニバスアルバムへの提供楽曲
- ビートまりお
  - 「Night Of Nights」／「花詠束 -hanataba-」（Unionest.NET）に収録
- あまね+ビートまりお
  - 「SPEED-HERO-RUN」／「空想活劇・参」(Voltage of Imagination）に収録